# Палтиниш (Бузау)
Палтиниш (рум. Păltiniș) насеље је у Румунији у округу Бузау у општини Гура Тегиј. Oпштина се налази на надморској висини од 526 m.

## Становништво
Према подацима из 2002. године у насељу је живело 737 становника, од којих су сви румунске националности.